# Vía Libre
Fundación Vía Libre es una organización civil sin fines de lucro fundada en la ciudad de Córdoba, Argentina, que desde el año 2000 sigue y promueve los ideales del software libre y los aplica a la libre difusión del conocimiento y la cultura. Entre sus diversas actividades se encuentra la difusión del Software Libre en el ámbito político, empresarial, educativo y social. Uno de sus ejes centrales de trabajo es la relación con la prensa y la difusión de materiales de sensibilización en los temas que aborda. Desde 2011, junto a Wikimedia Argentina, es la organización afiliada de Creative Commons en la jurisdicción argentina.
Fundación Vía Libre colabora activamente con otras organizaciones argentinas que promocionan el conocimiento libre, el software libre, el respeto del derecho constitucional al libre acceso al conocimiento. La infraestructura que sostiene el trabajo de esta organización está administrada por USLA, Usuarios de Software Libre de Argentina, organización integrada por Grupos de Usuarios de Software Libre de todo el país y que mantiene la infraestructura tecnológica libre sobre la cual trabajan numerosos grupos y proyectos locales, incluyendo los servidores y recursos técnicos de Fundación Vía Libre.

## Ejes de trabajo
La Fundación Vía Libre tiene diferentes ejes de trabajo, todos vinculados con la defensa de los derechos civiles en el campo de las nuevas tecnologías de información y comunicación. Entre ellos se destacan:

### Difusión del uso y desarrollo de software libre
Esta organización es una de las principales promotoras de la adopción de software libre por parte de la administración pública tanto en la esfera municipal, provincial y nacional en Argentina y otros países de América Latina. En este sentido, sus miembros han asistido a legisladores en la materia, incluyendo a los diputados Marcelo Dragan (Primer impulsor de un proyecto de Ley de Uso de software libre en la Administración Pública Nacional) y Eduardo Macaluse del Bloque Solidaridad e Igualdad y al legislador Martín Hourest en la Ciudad de Buenos Aires. En noviembre de 2008, la fundación organizó la charla pública de Richard Stallman en la Cámara de Diputados de la Nación.
Miembros de la fundación contribuyeron sustancialmente al trabajo de la UNESCO para la publicación de la Guía Práctica sobre Software Libre, su selección y aplicación local en América Latina y el Caribe.
En este sentido, aporta regularmente artículos y opiniones a la prensa sobre software y cultura libre en general y advierte sobre los riesgos del software privativo.

### Campaña sobre voto electrónico
Otra de las áreas de trabajo de la organización es la concientización sobre los peligros que implica la incorporación de sistemas de Voto electrónico al sistema electoral. Mediante publicaciones en prensa, un libro y un sitio web dedicado al tema, Vía Libre trabaja para llamar la atención sobre los riesgos de la incorporación acrítica de tecnologías en el campo electoral.

"Votar con computadoras es abrir una puerta grande al fraude. La computadora ejecuta un programa, y el programa puede ser cambiado o reemplazado. Puede ser reemplazado temporalmente durante la elección por otro diseñado para dar totales falsos. Ningún estudio del programa que debería correr puede asegurar que otro programa no actúe mal. [...] Muchos activistas de software libre piensan que usar el software libre en la máquina de votación asegura una elección honesta. Usar software privativo es malo aquí, como siempre: el fabricante podría diseñarlo a sus anchas para fraude. Pero ser libre no basta, porque luego la autoridad electoral podría hacer el fraude. El único sistema de confianza es votar con papel.
 Richard Stallman en el prólogo del libro "Voto Electrónico. Los Riesgos de una Ilusión"

### Privacidad
Otro de los ejes de trabajo de la organización es el derecho a la intimidad. En este sentido, ha denunciado el avance en materia de vigilancia a través de diferentes campañas entre las que se incluye la acción global Freedom, Not Fear, realizada el 11 de octubre de 2008 y la denuncia pública del decreto de vigilancia en comunicaciones y la ley de retención de datos aprobada por el parlamento argentino en 2004. En este campo, Vía Libre colabora estrechamente con organizaciones internacionales como EPIC (Electronic Privacy Information Center). También da cuenta de los riesgos de la penetración creciente de los sistemas de videovigilancia en la vía pública. En materia de privacidad y derecho a la intimidad, las notas de prensa son un eje de trabajo regular de la organización.

### Acceso al conocimiento
La Fundación ha publicado varios libros relativos a los monopolios de patentes, derechos de autor y privatización de la vida y el conocimiento mediante regímenes jurídicos y estrategias técnicas como los sistemas DRM (Digital Rights Management o Digital Restrictions Management). Además, en el año 2008, fue aprobada por la Asamblea Anual de la OMPI (Organización Mundial de la Propiedad Intelectual) como organización observadora de ese organismo de Naciones Unidas. En este sentido, uno de los trabajos que regularmente realizan los miembros es la divulgación de materiales de prensa y análisis sobre los peligros de un sistema más rígido de Propiedad Intelectual.
Entre la bibliografía publicada para este eje de trabajo se destacan:
- "Prohibido Pensar, Propiedad Privada"  Ediciones Vía Libre, en conjunto con la CTERA, la Escuela Marina Vilte y el Proyecto Argentina Sustentable. [2007)   (ISBN 978-987-22486-1-3)
- Monopolios Artificiales sobre Bienes Intangibles Ed. Vía Libre (2008) (ISBN 978-987-22486-2-8)
- Libres de Monopolios sobre el Conocimiento y la Vida Ed. Vía Libre con Grain, Coeco-Ceiba, y la Red de Biodiversidad de Costa Rica. (2008) Edición Mesoamericana.
- Libres de Monopolios sobre el conocimiento y la vida. Hacían un convergencia de movimientos  Ed. Vía Libre con Grain, Coeco-Ceiba y la Red de Biodiversidad de Costa Rica (2009) Edición Cono Sur. (ISBN 978-987-22486-6-6)
- Argentina Copyleft. La crisis del modelo de derechos de autor y las prácticas para democratizar la cultura Ed. Vía Libre y Ediciones Heinrich Böll Cono Sur (2010) (ISBN 978-987-22486-7-3)

Todos los materiales producidos por la sección editorial de la Fundación se distribuyen bajo licencias de libre distribución como la licencia pública general de GNU para documentación libre, GFDL o las licencias Creative Commons, Atribución, Compartir obras derivadas igual.
Vía libre participó también en dos libros de la Fundación Heinrich Böll de Alemania sobre estos temas:
- ¿Un mundo patentado? La privatización de la vida y el conocimiento[24]  Ed. Heinrich Böll.[25][26][27][28]
- Genes, Bytes y Emisiones. Bienes Comunes y Ciudadanía[29] Ediciones Heinrich Böll.  Se trata de una compilación coordinada por Silke Helfrich que cuenta con contribuciones de Yochai Benkler, la Premio Nobel de Economía 2009 Elinor Ostrom, Richard Stallman, David Bollier, Leticia Merino, Sunita Narain, Esteban Castro, Silvia Rodríguez, Margarita Flórez y Federico Heinz de Fundación Vía Libre, entre otros.

En 2009, junto a otras organizaciones de cultura libre argentina tales como Gleducar, RedPanal, Wikimedia Argentina, FM La Tribu entre otras, la fundación realizó acciones conjuntas para impedir la extensión del monopolio sobre fonogramas que finalmente fue aprobada por el parlamento argentino en diciembre de ese año.  En 2011, la Fundación fue una de las organizaciones sociales invitadas a debatir sobre los derechos de autor y las industrias culturales en el Mercado de Industrias Culturales, organizado por la Secretaría de Cultura de la Nación.

### Proyectos Internacionales
Esta organización trabaja en coordinación con organismos que comparten la misma misión y en muchos casos articula proyectos internacionales tales como los proyectos FLOSSWorld, SELF y FLOSSInclude bajo el 6.º y 7.º. Programa Marco de la Unión Europea
La Fundación ha participado activamente de procesos políticos globales como la Cumbre Mundial sobre la Sociedad de la Información (CMSI) en su primera fase de Ginebra 2003, ha aportado materiales al Grupo de Trabajo de Gobernanza de Internet de Naciones Unidas y ha dado seguimiento a las negociaciones de la Organización Mundial de la Propiedad Intelectual (OMPI).

### Canon Digital
El 28 de junio de 2011, los senadores Miguel Ángel Pichetto y Rubén Giustiniani presentaron un proyecto de ley para imponer el canon digital. El mismo estuvo a punto de tratarse en el Senado. Fue el resultado del lobby ejercido por SADAIC y CAPIF, entre otras entidades privadas que representan a autores y editores en el país. Dichas asociaciones serían las principales beneficiadas por la nueva tasa. La iniciativa generó un fuerte rechazo, expresado a través de las redes sociales Facebook y Twitter.  Además, el colectivo hacktivista Anonymous inutilizó los servidores del Senado en la madrugada del 29 de junio, como protesta por el hecho. Finalmente, el proyecto retornó a la Comisión de Legislación General del Senado, donde sería analizado con mayor profundidad. El propio Jefe de Gabinete de Ministros, Aníbal Fernández, reconoció en su sitio personal que el canon digital era "un mal proyecto" y que se "comieron una manifestación virtual".
Trascendió además la existencia de otros dos proyectos, uno de la senadora Teresita Quintela y otro de Adriana Bortolozzi, que iban a ser discutidos paralelamente con el de Pichetto.
Vía Libre fue una de las organizaciones más activas en la resistencia a la imposición del canon. La Fundación participó en debates televisivos y radiales. Además, envió cartas y documentos de posición al Senado.